# Miguel Ángel D’Annibale
Miguel Ángel D’Annibale (ur. 27 marca 1959 w Buenos Aires, zm. 14 kwietnia 2020 tamże) – argentyński duchowny katolicki, biskup San Martín w latach 2018–2020.

## Życiorys

### Prezbiterat
Święcenia kapłańskie otrzymał 6 grudnia 1985 i został inkardynowany do diecezji San Isidro. Był m.in. prefektem diecezjalnego seminarium, kanclerzem i sekretarzem generalnym kurii, wikariuszem generalnym diecezji oraz przewodniczącym stowarzyszenia argentyńskich liturgistów.

### Episkopat
19 lutego 2011 papież Benedykt XVI mianował go biskupem pomocniczym diecezji Río Gallegos ze stolicą tytularną Nasai. Sakry biskupiej udzielił mu 29 kwietnia 2011 biskup Jorge Casaretto.
21 lutego 2013 został mianowany ordynariuszem diecezji Río Gallegos.
15 czerwca 2018 papież Franciszek mianował go biskupem diecezji San Martín.
Zmarł w szpitalu w Buenos Aires 14 kwietnia 2020.